# Fate/stay night
Fate/stay night (japanski: フェイト/ステイナイト, Feito/Sutei Naito) je vizualna novela proizvođača Type-Moon. Prvobitno je izdana kao eroge (žanr seksualno eksplicitne video igre) za PC 30. siječnja 2004.
Kasnija verzija igre, zvana Fate/stay night Réalta Nua (Irski naziv za "nova zvijezda"), izdana za PlayStation 2 sadrži glasove koje su posudili glumci iz istoimene animirane serije. Također su izdana izdanja za PC (u digitalnom obliku) i za PlayStation Vita konzolu. 
Nastavak igre zvan Fate/hollow ataraxia izdan je 28. listopada 2005. Radnja nastavka smještena je otprilike osam mjeseci nakon događaja iz Fate/stay night.

## Vanjske poveznice
- Službena stranica od proizvođača Type-Moon
- Službena stranica za PS Vita verziju igre "Fate/stay night [Réalta Nua"]  Arhivirana inačica izvorne stranice od 7. listopada 2015. (Wayback Machine)
- Službena stranica animirane serije "Fate/stay night"